# Halló
A halló kifejezés (mondatszóként Halló!) elsősorban a telefonbeszélgetésekre jellemző köszönőformula, amellyel a hívott fél jelzi, hogy belépett a hívásba, egyszersmind üdvözli a hívót.

## Története
A telefonáláskor használt jelentése 1884-től mutatható ki. Egy angol nyelvű forrás szerint a „hello” szó egyértelműen a „Menlo Park varázslójának” nevezett Thomas Alva Edison termékeny agyából pattant ki, aki a két szótaggal oldotta meg a technoetikett egyik első problémáját. Amikor Edison 1877. július 18-án felfedezte a rögzített hangzás elvét, azt kiáltotta: " Halloo!". Használata az amerikai angolból terjedt el és vált nemzetközi szóvá.
A legenda szerint a kifejezés a magyar „hallom” szóból származik, és innen terjedt el világszerte. A kifejezést a világon elsőként Puskás Tivadar használta volna a telefonhírmondó tesztelése során. Ez az eredeztetés azonban alaptalan, a szó a magyarba német közvetítéssel kerülhetett a telefon feltalálása és elterjedése után. A hall igével való rokon hangzása valószínűleg hozzájárult gyors elterjedéséhez, de eredetét a magyar nyelvhez egyetlen etimológus sem köti. Az 1888-ban kiadott Magyar nyelvtörténeti szótárban a halló szó leírása „Fülét megillette és azzal azt hallóvá tette” volt.

## Érdekességek
Szellemes versike a Borsszem Jankó élclapban, a 19. század végi telekommunikáció kapcsán, a telefonközpontban dolgozó kapcsolószemélyzet – a telefonoskisasszony felmagasztalása. Benne számos korabeli távközlési sajátosság és szakkifejezés.
Egy m. kir. postai- és távíró szerelmi vallomása
Szőkehaju kis lány, szűm isteni szépe,
Okleveles angyal, távbeszélő Hébe:
Híved vagyok én már szárazon és vizen –
A te csengő hangod behállózta szivem.
Nem ám telefónon, hanem szemtől-szembe
Siess pillantani kopogó szivembe,
Amely Morsé-gépként kalapál szünetlen
Mióta bájodnak csodálója lettem.
Villamos-vezeték mért is nincs közöttünk
Mely – ha háborogna bár az ég fölöttünk –
Dehogy romolnék meg valami egyhamar;
Sohse volna köztünk czudar vonalzavar.
Mint Hughes-gép a te dupla működésed,
Mely egyszerre ad s vesz: olyan ölelésed.
El ne hagyjuk egymást, akármit is tesznek,
Miglen e világból csak le nem csöngetnek!